# Léon Zitrone
Léon Zitrone, né le 25 novembre 1914 à Pétrograd (redevenue Saint-Pétersbourg en 1991) en Russie et mort le 25 novembre 1995 à Paris 5e,, est un journaliste français, présentateur de journal, animateur et commentateur de télévision et de radio.
Durant de longues années, il représente un personnage particulièrement emblématique de la télévision française, en présentant le journal télévisé de 1958 à 1975 sur l'une des deux chaînes publiques nationales et en assurant le commentaire en direct de nombreux grands événements mondains, populaires ou sportifs.

## Biographie

### Jeunesse et formation
Né en Russie à Pétrograd en 1914, Léon Zitrone arrive en France à l'âge de six ans avec ses parents, Rodolphe-Romain Zitrone, (1889-1981) et Catherine Hawkins (1891-1978). Au moment où éclate la révolution russe, la famille Zitrone se trouve en Suède. Ses parents décident de ne pas retourner en Russie et s'installent en France. Il obtient la nationalité française par décret de naturalisation en 1936,.
Son père, qui a une formation d'ingénieur chimiste, devient tailleur et, à partir de 1923, ouvre à Paris dans le 16e arrondissement une boutique appelée la Clinique du vêtement, où l'on effectue des réparations, du nettoyage et des mises à la taille.
Après des études au lycée Janson-de-Sailly, où il est le souffre-douleur de ses camarades qui le traitent de « métèque », il effectue des études supérieures à la faculté de droit de Paris et à l'Institut de chimie,. 
Pendant la Seconde Guerre mondiale, il est mobilisé au 201e régiment d'artillerie lourde divisionnaire motorisé (issu du dédoublement du 1er régiment d'artillerie divisionnaire motorisé), équipé en canons de 155 court. Il sert dans la 15e division d'infanterie motorisée du général Juin au sein du 4e corps d'armée de la 1re armée, qui entre en Belgique en réaction à l'invasion allemande du 10 mai 1940. Il participe aux combats de Gembloux des 14 et 15 mai 1940, pour lesquels il sera décoré de la médaille militaire pour « acte de bravoure exceptionnel »,. Il est touché par un obus à Charleroi, tue un soldat allemand à La Louvière et est fait prisonnier à Lot en Belgique. Il s'évade de Braine-l'Alleud en août 1940 et se cache à Uccle,. Pendant l'Occupation, son père est arrêté le 30 septembre 1942 pour « menée antinazie » et envoyé en janvier 1943 dans un camp de travail à Oranienburg (Allemagne), d'où il s'évade grâce à l'aide d'un officier autrichien, Reinhold Boehm, tombé amoureux de sa fille Irène Zitrone. La conséquence de l'évasion de son mari est que la mère de Léon Zitrone est arrêtée le 12 mars 1944 et détenue à Drancy, où elle se retrouve dans la même cellule que les Dassault et dont elle est libérée le 22 août 1944 tandis que leur fille se cache.
En 1945, il entre au ministère des Prisonniers de guerre, Déportés et Réfugiés. Il renonce à devenir fonctionnaire afin d'aider son père dans ses Cliniques du Vêtement.

### Carrière dans les médias

#### Journaliste et présentateur de journaux
Entre-temps, diplômé de l'École supérieure de journalisme de Paris, il entre en 1948 à la Radiodiffusion française au service des « Émissions vers l'Amérique du Nord » où, grâce à sa maîtrise du russe, du français, de l'anglais, de l'allemand et de l'italien, il est engagé par Pierre Emmanuel.
L'année 1954 marque sa première apparition à la télévision dans l'émission « Économie et Industrie ». Sa première collaboration au journal télévisé date du 6 mai 1956, où il commente des images prises à l'hippodrome de Longchamp. Tout au long de sa carrière, il continuera de commenter régulièrement des courses hippiques, notamment le tiercé dès 1959 lorsqu'il succède à Georges de Caunes qui l'a présenté à partir de 1956.

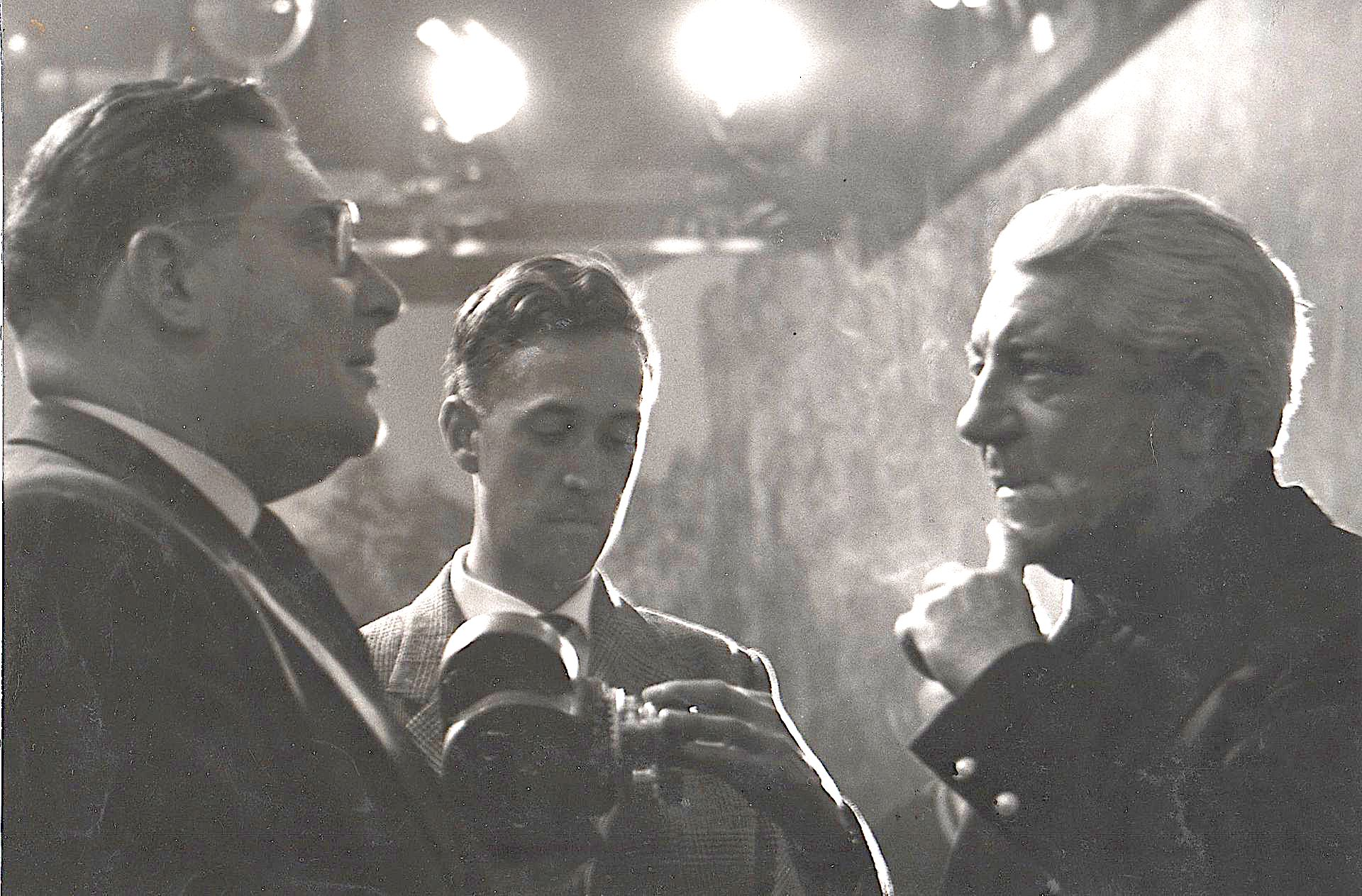
Léon Zitrone (à gauche) aux côtés de Claude Fayard (au centre) et de Jean Gabin (à droite) en 1959.

À partir de 1958, il est présentateur du journal télévisé, fonction qu'il va exercer jusqu'en 1975 sur la Première chaîne de l'ORTF où il devient un des présentateurs les plus populaires de France. Il revient sur Antenne 2 où Jean-Pierre Elkabbach le rappelle en 1979 (il a alors plus de 64 ans), afin de prendre en charge les JT du week-end, dès le 3 février 1979. Il reviendra pour ces JT également lors du week-end de Pâques, comme il le dit lui-même dans son au-revoir du 1er février 1981, date de la fin de son contrat.
Ses qualités de diplomatie (il est l'interlocuteur principal d'Alain Peyrefitte lorsque celui-ci se présente au public comme ministre de l'Information) le font parfois accuser d'obséquiosité ; de même, son style de commentateur n'est fait, disent les critiques, que de « symphonies d'exclamations et fanfares d'adjectifs laudatifs, pompeux commentaires ». Claude Darget lancera : « Léon Zitrone parle couramment trois langues : le français, le russe et le serve ». Jean-Edern Hallier, dans sa volonté provocatrice, alla jusqu'à dire : « Zitrone, ce vieux larbin ». À sa mort, le député RPR Michel Péricard dit de lui : « Un journaliste comme Léon Zitrone, on ne pourrait plus en trouver aujourd'hui. Il était très institutionnel et respectueux des pouvoirs établis. »

#### Animateur de télévision et commentateur
La popularité de Léon Zitrone est aussi due aux émissions qu'il anime ou co-anime. Entre 1962 et 1990, il co-anime en compagnie de Guy Lux le jeu télévisé Intervilles, puis Interneige entre 1964 et 1968, suivi des Jeux sans frontières en 1965 et 1966, dont il commente certaines émissions jusqu'en 1971.
Il a commenté à six reprises le Tour de France cycliste, où les téléspectateurs ont retenu sa bonne mémoire des noms des coureurs. Il assure aussi la présentation des Jeux olympiques à huit reprises et présente seize défilés militaires du 14 juillet.
Le 12 mai 1968, à la suite d'une censure directe, les journalistes et producteurs de Cinq colonnes à la Une entament une grève à laquelle participent ensuite toutes les catégories de personnel de l'ORTF. Le 5 août 1968, le gouvernement licencie ou mute une soixantaine de journalistes, des producteurs et des techniciens; Léon Zitrone est licencié au même titre que ses confrères Claude Darget, Frédéric Pottecher, Emmanuel de La Taille, Robert Chapatte, François de Closets, Thierry Roland, Roger Couderc, Michel Drucker, Maurice Séveno, Christian Dutoit, Jean-Claude Dassier, Jacques Alexandre, Philippe Harrouard, Michel Honorin et Daniel Estève. Bien que d'autres de ses collègues journalistes s'orientent vers les stations de radio périphériques comme RTL, Europe 1 et Radio Monte-Carlo ou encore les chaînes commerciales Télé Monte Carlo ou Télé Luxembourg, Léon Zitrone parvient à revenir à la télévision publique ORTF, notamment en acceptant d'être rétrogradé aux sports, cantonné aux courses cyclistes et de chevaux.
En 1969, il devient le premier représentant de la France au jeu-divertissement Le Francophonissime réunissant les chaînes de télévisions de langue française Première chaîne de l'ORTF (France), Télévision de Radio-Canada - SRC (Québec), RTBF1 (Belgique), Télé Luxembourg, Télé Monte-Carlo (Pincipauté de Monaco) et TSR 1 (Suisse Romande).
Il est aussi connu pour être le commentateur-clé des grands évènements, notamment les mariages, funérailles et investitures des grands de ce monde, une trentaine dans sa carrière, hormis le couronnement de la reine Élisabeth II du Royaume-Uni en 1953 (erreur fréquemment commise, ce commentaire ayant été assuré par Jacques Sallebert).[réf. souhaitée] Il commente notamment le mariage de Fabiola avec le roi Baudouin de Belgique et celui d'Anne du Royaume-Uni, l'enterrement de Winston Churchill ou d'Anouar el-Sadate, ainsi que la cérémonie d'hommage national au général de Gaulle à la cathédrale Notre-Dame de Paris et converse même en russe avec Brejnev et Khrouchtchev.
Passionné de chevaux, il imprime sa marque lors de ses commentaires de courses hippiques, comme le prix d'Amérique, une passion qu'il garde toute sa vie, à tel point que, selon Thierry Roland, « il avait une peur panique qu'on lui retire les courses ».
Pour le concours Eurovision de la chanson, il assure la présentation en anglais ainsi que les commentaires de l'édition 1978 qui a lieu en direct depuis le Palais des congrès de Paris, aux côtés de Denise Fabre. Il commente à nouveau celui-ci lors des éditions de 1983, 1984 et 1991.

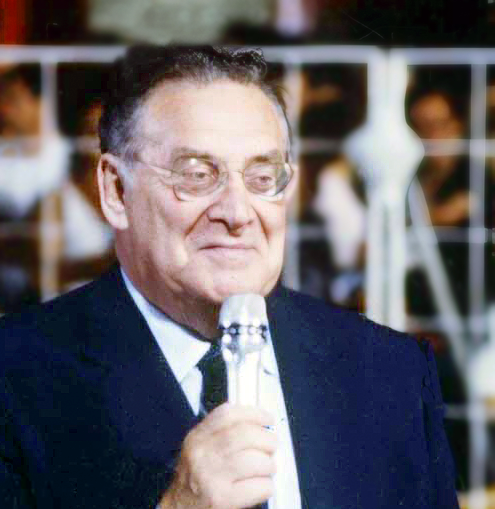
Léon Zitrone en 1986, animant le jeu télévisé Intervilles.

#### À la radio
En 1975, sur RTL, Léon Zitrone présente L'heure Z, un rendez-vous quotidien d'information de 8 h à 9 h. En 1976 il anime Appelez, on est là, aux côtés d'Évelyne Pagès. Très cultivé, il sait aussi faire preuve d'un humour ravageur, talent qu'il montrera en étant l'un des invités de référence des Grosses Têtes de RTL.
Dans le monde des médias, Léon Zitrone restera par ailleurs longtemps réputé pour sa pingrerie, et son mauvais caractère.

#### Autres activités
En 1960, Léon Zitrone tient comme acteur le rôle principal aux côtés de Jean Rochefort et Jean Gaven dans le film Vingt mille lieues sur la terre, le tournage lui donnant l'occasion de retourner dans sa Russie natale.
Par ailleurs, il participe à une vingtaine de longs métrages et plusieurs séries télévisées dans des petits rôles, souvent de journaliste ou de commentateur.

### Vie privée et décès

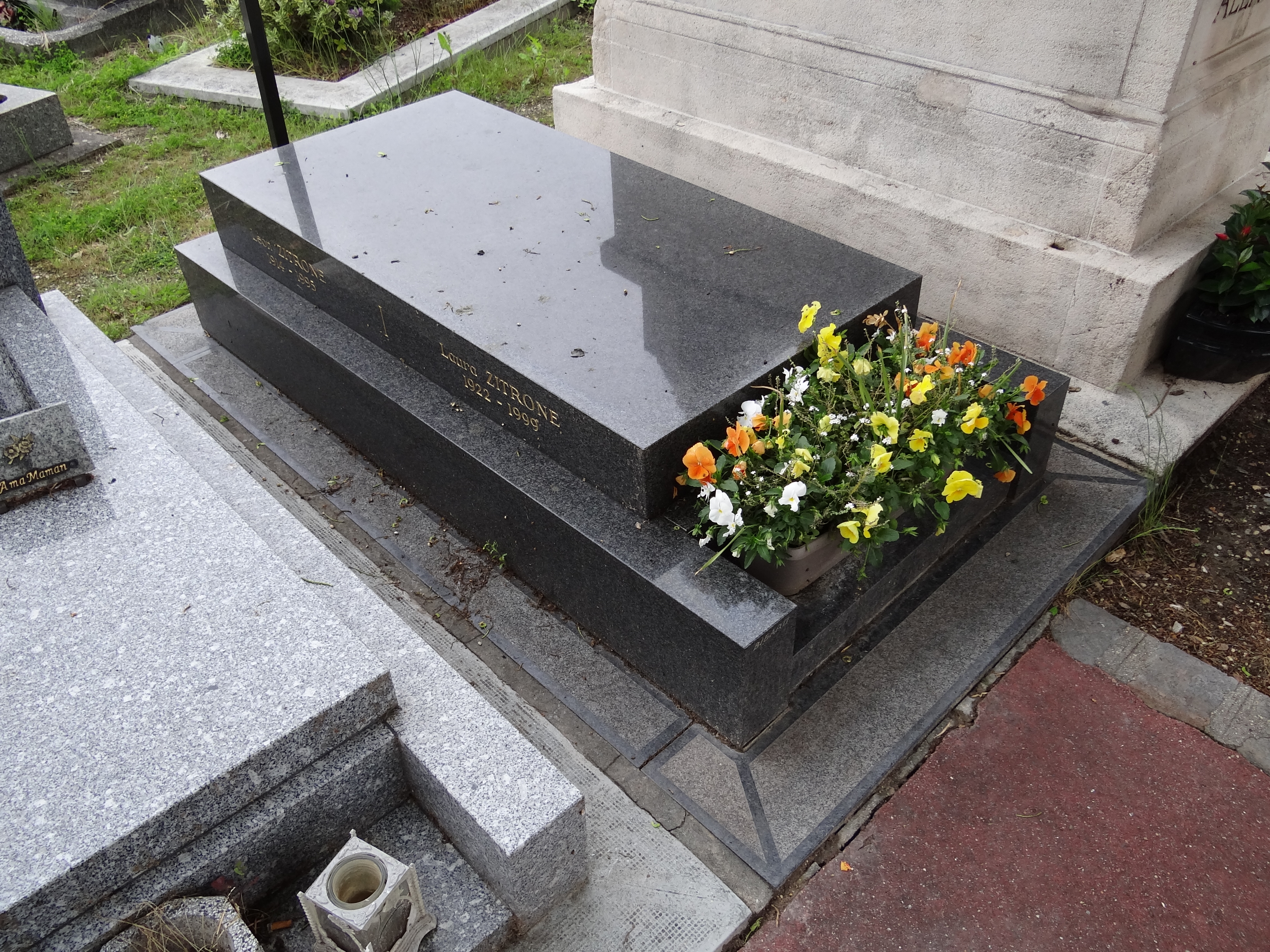
La tombe de Léon et Jacqueline (Laura) Zitrone au cimetière de Levallois-Perret (Hauts-de-Seine).

Léon Zitrone se marie le 28 mai 1949 à Jacqueline Connan (1922-1999), surnommée Laura, avec qui il a eu trois enfants : Marie-Laurence (née en 1950), Béatrice (née en 1951) et Philippe (né en 1954).
Il meurt à l'âge de 81 ans (le jour de son anniversaire) le 25 novembre 1995 à l'hôpital du Val-de-Grâce de Paris, où il est hospitalisé quelques jours des suites d'une hémorragie cérébrale. Il repose au cimetière de Levallois-Perret.

## Personnalité et notoriété
Léon Zitrone parlait un français cultivé, simple et littéraire, tel qu'il serait écrit. « Gros travailleur », il était capable de prolonger ses commentaires plusieurs heures durant si la situation l’exigeait, sans monotonie ni répétition, aidé de ses fidèles fiches.
Il est aussi connu pour certaines citations :

« Qu'on parle de moi en bien ou en mal, peu importe. L'essentiel, c'est qu'on parle de moi ! »

« La popularité, c'est d'éternuer à l'écran et de recevoir le lendemain des centaines de cartes postales avec écrit : à vos souhaits. »

« Figure de marbre, voix de bronze », comme le définit un jour son camarade de télévision Pierre Tchernia, Léon Zitrone a été l'une des incarnations de la télévision pendant plusieurs décennies aux yeux du grand public français. Le général de Gaulle a d'ailleurs dit à ce sujet : « Léon Zitrone est peut-être plus connu que moi ».

## Filmographie

### Cinéma
Au cinéma, il joue généralement son propre rôle :
- 1958 : Maigret tend un piège de Jean Delannoy : le commentateur radio
- 1959 : Rue des prairies de Denys de La Patellière : lui-même
- 1961 : Cocagne de Maurice Cloche : lui-même
- 1961 : Vingt mille lieues sur la terre de Marcello Pagliero : le journaliste Leon Garros
- 1961 : Le Puits aux trois vérités de François Villiers : lui-même
- 1961 : Le Président d'Henri Verneuil : lui-même
- 1962 : Portrait-robot de Paul Paviot : lui-même
- 1962 : Le Gentleman d'Epsom de Gilles Grangier : lui-même (non crédité)
- 1963 : Le Coup de bambou de Jean Boyer
- 1964 : Des pissenlits par la racine de Georges Lautner : la voix-off du tiercé
- 1965 : Train d'enfer de Gilles Grangier : lui-même
- 1967 : Vivre pour vivre de Claude Lelouch : le présentateur télévisé
- 1968 : Le Pacha de Georges Lautner : lui-même
- 1969 : Les Gros Malins de Raymond Leboursier : lui-même
- 1972 : Les intrus de Sergio Gobbi : le journaliste
- 1974 : Mariage de Claude Lelouch : lui-même
- 1975 : Bons baisers de Hong Kong d'Yvan Chiffre : l'espion français
- 1976 : L’Année sainte de Jean Girault : le présentateur télévisé (non crédité)
- 1977 : Drôles de zèbres de Guy Lux : le commentateur hippique
- 1978 : Et vive la liberté !, de Serge Korber
- 1980 : Le Coup du parapluie de Gérard Oury : le commentateur de la soirée
- 1980 : La Boum, de Claude Pinoteau : lui-même
- 1982 : Deux heures moins le quart avant Jésus-Christ de Jean Yanne : le commentateur des jeux du cirque
- 1984 : Une Américaine à Paris de Rick Rosenthal : Ivan Stranauvlitch
- 1985 : Le Mariage du siècle de Philippe Galland : la voix du commentateur

### Télévision

#### Animateur
- 1958-1969 : présentateur du  Journal de 20 h de RTF Télévision et sur la première chaîne.
- 1962-1964, 1970-1971, 1973, 1985-1990 : co-présentateur du jeu Intervilles (avec Guy Lux), sur la RTF, l'ORTF, FR3 et TF1.
- 1965-1966 : co-présentateur du jeu Interneige (avec Guy Lux)
- 1965-1966 : co-présentateur et à diverses reprises commentateur en 1970 et 1971 des Jeux sans frontières, sur la première chaîne de l'ORTF.
- 1967 : présentateur du jeu Les Sept Portes, sur la deuxième chaîne de l'ORTF.
- 1969 : co-présentateur du jeu Chansons et Champions (avec Guy Lux), sur la première chaîne de l'ORTF.
- 1969-1975 : présentateur du  Journal de 20 h de la deuxième chaîne de l'ORTF.
- 1978 : co-présentateur et co-commentateur du concours Eurovision de la chanson 1978 (avec Denise Fabre), sur TF1
- 1979-1981 : présentateur du Journal de 13 h et du Journal de 20 h d'Antenne 2.
- 1983-1984 et 1991 : commentateur français du Concours Eurovision de la Chanson, sur Antenne 2.
- 1985-1986 : présentateur de l’émission Les Habits du dimanche, sur TF1.

#### Intervenant
- 1969 : Le Francophonissime (jeu télévisé), où il représente la France
- 1987 : Dorothée Show
- 1988 : Au nom du peuple français de Maurice Dugowson : le président du tribunal

#### Séries télévisées
- 1958-1992 : Les Cinq Dernières Minutes : le commentateur
- 1974 : Mon propre meurtre : le commentateur télévisé
- 1981 : À nous de jouer
- 1982 : La Marseillaise
- 1982 : Le Mystère du gala maudit ou la Fabuleuse Aventure du Grand Orchestre du Splendid : lui-même

## Publications
- Léon Zitrone vous parle de l'URSS, interviews libres en Union soviétique, Éditions Del Duca, Paris, 1960, 294 p. (ASIN B009LKDXOA)
- Sans micro aux États-Unis. Les Américains au naturel., Éditions Del Duca, Paris, 1961, 351 p. (ASIN B0000DSW5A)
- Farah, une cruelle destinée, Le Signe, 1979  (ISBN 2-86393-005-2).
- Big Léon, autobiographie, Éditions Hachette, 1989, 424 p.  (ISBN 978-2-01015-128-6)
  - Léon Zitrone, Big Léon, autobiographie, Collection « Le Livre de Poche », Librairie générale française (poche), 1992  (ISBN 2253053813)
- Mesdames, Messieurs au revoir !, autobiographie, Éditions Hachette/Carrère, Paris, 1995, 242 p.  (ISBN 978-2-01237-049-4)

## Distinctions

### Récompense
- 1982 : prix Henri Desgrange de l'Académie des sports.[réf. nécessaire]

### Décorations
- Médaille militaire ([Quand ?]) pour « acte de bravoure exceptionnel »[11].
- Légion d’honneur (1988), remise par le président de la République François Mitterrand.[réf. nécessaire].

## Dans la culture populaire

### Bande dessinée
- Dans la série de bande dessinée Signor Spaghetti de René Goscinny et Dino Attanasio, l'album « Au rendez-vous des cyclistes » (1963) montre Léon Zitrone en tant que commentateur sportif, micro en main, à l'arrivée d'une course cycliste[31].
- Dans 17e album de la série Le Vagabond des Limbes, (« La Martingale céleste », 1989) de Christian Godard et Julio Ribera, apparaît le personnage de « Ze-Trône », le « roi des présentateurs de télévid » dont le physique n'est pas sans rappeler celui de « Gros Léon »[32].